# Chrysotus mobilis
Chrysotus mobilis är en tvåvingeart som beskrevs av Becker 1924. Chrysotus mobilis ingår i släktet Chrysotus och familjen styltflugor. Inga underarter finns listade i Catalogue of Life.